# النظام الإيكولوجي

رسم تخطيطي الهيكلي للالمحيطات المفتوحة العوالق نموذج النظام البيئي لل Fasham ، Ducklow وMcKelvie (1990).

نموذج النظام الإيكولوجي هو تمثيل تجريدي، ورياضي عادة، النظام البيئي (يتراوح النطاق بين مجموعة سكانية فردية، إلى مجتمع بيئي، أو حتى إلى إقليم أحيائي كامل)، التي تتم دراستها لفهم النظام الحقيقي بشكل أفضل.
باستخدام البيانات التي تم جمعها من الحقل الميداني، يتم اشتقاق العلاقات البيئية - مثل علاقة ضوء الشمس وتوافر المياه بمعدل التمثيل الضوئي، أو العلاقة بين الحيوانات المفترسة والفرائس - ويتم دمجها لتشكيل نماذج النظام البيئي. ثم يتم دراسة هذه الأنظمة النموذجية من أجل عمل تنبؤات حول ديناميكيات النظام الحقيقي. في كثير من الأحيان، ستؤدي دراسة عدم الدقة في النموذج (عند مقارنتها بالملاحظات التجريبية) إلى توليد فرضيات حول العلاقات البيئية المحتملة غير المعروفة أو المفهومة جيدًا حتى الآن. تمكّن النماذج الباحثين من محاكاة تجارب واسعة النطاق قد تكون مكلفة للغاية أو غير أخلاقية لإجراءها على نظام بيئي حقيقي. كما أنها تمكن من محاكاة العمليات البيئية على فترات زمنية طويلة جدًا (أي محاكاة عملية تستغرق قرونًا في الواقع، يمكن إجراؤها في غضون دقائق في نموذج الكمبيوتر).
نماذج النظم الإيكولوجية لها تطبيقات في مجموعة متنوعة من التخصصات، مثل إدارة الموارد الطبيعية،  السموم البيئية والصحة البيئية،  الزراعة،  والحفاظ على الحياة البرية. تم تطبيق النمذجة البيئية على علم الآثار بدرجات متفاوتة من النجاح، على سبيل المثال، الدمج مع النماذج الأثرية لشرح تنوع الأدوات الحجرية وتنقلها.

## أنواع النماذج
هناك نوعان رئيسيان من النماذج البيئية، والتي يتم تطبيقها بشكل عام على أنواع مختلفة من المشاكل: (1) النماذج التحليلية و (2) نماذج المحاكاة / الحسابية . النماذج التحليلية عادة ما تكون أنظمة بسيطة نسبيًا (غالبًا خطية)، يمكن وصفها بدقة من خلال مجموعة من المعادلات الرياضية التي يكون سلوكها معروفًا جيدًا. من ناحية أخرى، تستخدم نماذج المحاكاة تقنيات عددية لحل المشكلات التي تكون الحلول التحليلية لها غير عملية أو مستحيلة. تميل نماذج المحاكاة إلى أن تكون أكثر استخدامًا، وتعتبر عمومًا أكثر واقعية من الناحية البيئية، بينما يتم تقييم النماذج التحليلية لأناقتها الرياضية وقوتها التفسيرية. Ecopath هو نظام برمجي قوي يستخدم طرق المحاكاة والحاسوب لنمذجة النظم البيئية البحرية. يستخدم على نطاق واسع من قبل علماء البحار ومصايد الأسماك كأداة لنمذجة وتصور العلاقات المعقدة الموجودة في النظم البيئية البحرية في العالم الحقيقي.

## تصميم النموذج

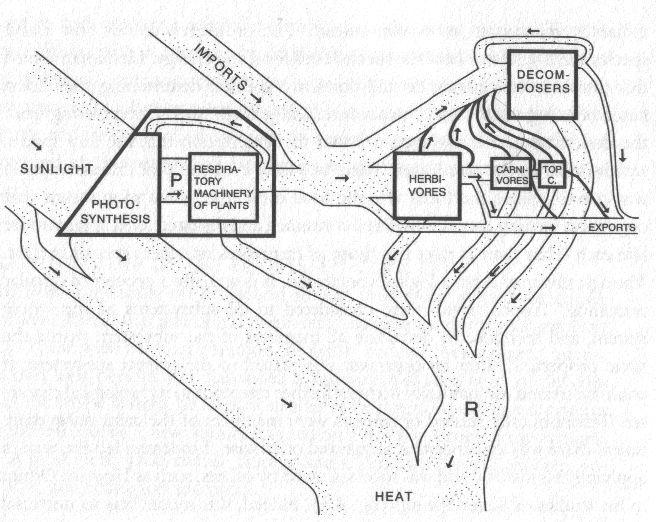
رسم تخطيطي لنموذج سيلفر سبرينغز (Odum ، 1971). لاحظ التجميع في مجموعات وظيفية مثل "العواشب" أو "المُحلِّلات".

تبدأ عملية تصميم النموذج عن طريق تحديد المشكلة التي سيتم حلها وأهداف النموذج.
تتكون النظم البيئية من عدد هائل من العوامل الحيوية واللاأحيائية التي تتفاعل مع بعضها البعض بطرق غالبًا ما تكون غير متوقعة، أو معقدة للغاية بحيث يستحيل دمجها في نموذج قابل للحساب. نتيجة هذا التعقيد، تعمل نماذج النظام البيئي عادةً على تبسيط الأنظمة التي يدرسونها إلى عدد محدود من المكونات المفهومة جيدًا، والتي تعتبر ذات صلة بالمشكلة التي يهدف النموذج إلى حلها.
عادةً ما تقلل عملية التبسيط النظام البيئي إلى عدد صغير من متغيرات الحالة والوظائف الرياضية التي تصف طبيعة العلاقات بينهما. عدد مكونات النظام البيئي التي تم دمجها في النموذج محدود من خلال تجميع العمليات والكيانات المتشابهة في مجموعات وظيفية يتم التعامل معها كوحدة.
بعد إنشاء المكونات التي سيتم اتخاذها كنموذج والعلاقات بينها، هناك عامل مهم آخر في بنية نموذج النظام الإيكولوجي وهو تمثيل المساحة المستخدمة. تاريخيًا، تجاهلت النماذج غالبًا قضية الفضاء المربكة. ومع ذلك، بالنسبة للعديد من المشكلات البيئية، تعد الديناميكيات المكانية جزءًا مهمًا من المشكلة، حيث تؤدي البيئات المكانية المختلفة إلى نتائج مختلفة جدًا. تحاول النماذج الواضحة مكانيًا (تدعى أيضًا نماذج «التوزيع المكاني» أو نماذج «المناظر الطبيعية») دمج بيئة مكانية غير متجانسة في النموذج. النموذج المكاني هو النموذج الذي يحتوي على واحد أو أكثر من متغيرات الحالة التي هي دالة للفضاء، أو يمكن أن تكون مرتبطة بمتغيرات مكانية أخرى.

## التحقق من الصحة
بعد البناء، يتم التحقق من صحة النماذج للتأكد من أن النتائج دقيقة أو واقعية بشكل مقبول. إحدى الطرق هي اختبار النموذج بمجموعات متعددة من البيانات المستقلة عن النظام الفعلي قيد الدراسة. هذا مهم للغاية لأن بعض المدخلات يمكن أن تسبب نموذجًا خاطئًا لإخراج النتائج الصحيحة. هناك طريقة أخرى للتحقق من صحة النتائج وهي مقارنة مخرجات النموذج مع البيانات التي تم جمعها من خلال الملاحظات الميدانية. كثيرًا ما يحدد الباحثون مسبقًا مقدار التباين الذي يرغبون في قبوله بين ناتج المعلومات عن طريق نموذج وتلك المحسوبة من البيانات الميدانية.

## أمثلة

### معادلات لوتكا وفولتيرا

عينة من السلاسل الزمنية لنموذج Lotka-Volterra. لاحظ أن المجموعتين تظهران سلوكًا دوريًا ، وأن دورة المفترس تتخلف عن دورة الفريسة.

أحد أقدم النماذج البيئية  والأكثر شهرة. نموذج المفترس والفريسة لألفريد جيه لوتكا (1925)  وفيتو فولتيرا (1926) أيأخذ هذا النموذج شكل زوج من المعادلات التفاضلية العادية، أحدهما يمثل نوعًا من الفريسة، والآخر يمثل المفترس.
{\displaystyle {\frac {dX}{dt}}=\alpha .X-\beta .X.Y}
{\displaystyle {\frac {dY}{dt}}=\gamma .\beta .X.Y-\delta .Y}
أين،
شركة فولتيرا ابتكرت نموذج لشرح التقلبات في أعداد الأسماك وأسماك القرش التي تم رصدها في البحر الأدرياتيكي بعد الحرب العالمية الأولى (عندما تم تقليص الصيد).على الرغم من ذلك، تم تطبيق المعادلات لاحقًا بشكل عام. مع بساطتها، إلا أنها توضح بعض الصفات الظاهرة للنماذج البيئية: تشهد المجموعات البيولوجية النموذجية نموًا كما تتفاعل مع مجموعات سكانية أخرى (إما كحيوانات مفترسة أو فريسة أو منافسة) وتعاني من الوفيات. 
إن البديل المعقول والبسيط لنموذج Lotka-Volterra المفترس والفريسة والتعميمات المعتمدة على الفريسة الشائعة هو النموذج المعتمد على النسبة أو نموذج Arditi-Ginzburg. وهما يمثلان أقصى درجات نطاق نماذج التداخل المفترس. وفقًا لمؤلفي وجهة النظر البديلة، تُظهر البيانات أن التفاعلات الحقيقية في الطبيعة بعيدة جدًا عن نموذج لوتكا فولتيرا على نطاق التداخل بحيث يمكن ببساطة استبعاد النموذج على أنه خطأ. إنها أقرب بكثير إلى الطرف المعتمد على النسبة، لذلك إذا كانت هناك حاجة إلى نموذج بسيط، فيمكن استخدام نموذج Arditi-Ginzburg كأول تقدير تقريبي.

### أخرى
استخدم عالم البيئة النظري روبرت أولانوفيتش أدوات نظرية المعلومة لوصف بنية النظم البيئية، مع التأكيد على المعلومات المتبادلة (الإرتبطات) في دراسة الأنظمة. بالاعتماد على هذه المنهجية والملاحظات السابقة للنظم البيئية المعقدة، يصور يولانزو مناهج لتحديد مستويات الضغط على النظم البيئية والتنبؤ بردود فعل النظام لأنواع محددة من التغيير في بيئاتها (مثل زيادة أو انخفاض تدفق الطاقة، والتغذية.
لعبة الحياة في كونواي تنويعات هذا النظام البيئي هي التي تمثل قربه لأعضاء إن الجماعة الأحيائية هي  في النمو السكاني

## روابط خارجية
- موارد النمذجة البيئية (ecobas.org)
- نماذج تقييم التعرض وكالة حماية البيئة الأمريكية
- علم السموم البيئية والنماذج (ecotoxmodels.org)